# 格鲁皮亚拉
格鲁皮亚拉是巴西米纳斯吉拉斯州的一个市镇。总面积192.557平方公里，总人口1412人，人口密度7.3人/平方公里。